# Primera División (Chile) 2021
Die Primera División 2021, auch unter dem Namen Campeonato PlanVital 2021 bekannt, ist die 105. Saison der Primera División, der höchsten Spielklasse im Fußball in Chile. Die Saison begann am 27. März und endet am 5. Dezember 2021.
Nachdem es in der wegen der Proteste im Land abgebrochenen Saison 2019 keine Absteiger gab, wurde die Primera División auf 18 Teams aufgestockt. Um wieder auf die vorherige Anzahl von 16 Teams zu kommen, spielt die Liga diese Saison mit 17 Teams, von denen zwei Teams direkt absteigen. Als Titelverteidiger geht Universidad Católica in die Saison, die die Primera División 2020 für sich entscheiden konnten.
Meister 2021 wurde erneut das Team von Universidad Católica, das damit seinen 16. Titel in der Primera División feierte und sich für die Copa Libertadores 2022 qualifizierte. Vizemeister CSD Colo-Colo qualifizierte sich für die Gruppenphase des höchsten internationalen Wettbewerbs Südamerikas. Der Tabellendritte Audax Italiano qualifizierte sich für die zweite Runde des Wettbewerbs. Everton steigt ebenfalls in der zweiten Runde der Copa Libertadores als Vizepokalsieger ein, da Pokalsieger Colo-Colo schon über die Liga qualifiziert war. Unión La Calera, Unión Española, Deportes Antofagasta und Ñublense qualifizierten sich für die Copa Sudamericana 2022. 
Absteiger in die Primera B sind der Tabellenletzte Santiago Wanderers und Deportes Melipilla, das wegen finanzieller Probleme vom professionellen Fußball ausgeschlossen wurde.

## Modus
Seit 2017 wird die Meisterschaft wieder in Hin- und Rückrunde unterteilt. Das Meisterschaftsjahr entspricht dem Kalenderjahr. Alle 16 Vereine der Primera División treffen anhand eines vor der Saison festgelegten Spielplans zweimal aufeinander; je einmal im eigenen Stadion und einmal im Stadion des Gegners.
Für die Gruppenphase der Copa Libertadores 2022 qualifizierten sich Meister und Vizemeister. Der Tabellendritte und der Pokalsieger 2021 qualifizierten sich für die zweite Runde der Copa Libertadores. Die Mannschaften auf den Plätzen vier bis sieben nahmen an der Copa Sudamericana 2022 teil.
Die Teams auf den Plätzen 16 und 17 steigen in die 2. Liga, die Primera B, ab. Der Tabellenfünfzehnte nimmt an der Relegation gegen einen Zweitligisten teil. 2019 wurde die Saison wegen der Proteste im Land abgebrochen, daher wurde die Abstiegsregelung ausgesetzt. 2020 spielten dann 18 Teams mit drei Absteigern, 2021 17 Teams mit zwei Absteigern.

## Teilnehmer 2021
Folgende Vereine nehmen an der Meisterschaft 2021 teil:
| Mannschaft           | Stadt             | Stadion                                    | Kapazität |
| -------------------- | ----------------- | ------------------------------------------ | --------- |
| Audax Italiano       | Santiago de Chile | Estadio Bicentenario de La Florida         | 12.000    |
| Cobresal             | El Salvador       | Estadio El Cobre                           | 20.752    |
| Colo-Colo            | Santiago de Chile | Estadio Monumental                         | 47.347    |
| Curicó Unido         | Curicó            | Estadio La Granja                          | 08.278    |
| Deportes Antofagasta | Antofagasta       | Estadio Regional de Antofagasta            | 21.178    |
| Deportes Melipilla   | Melipilla         | Estadio Municipal Roberto Bravo Santibáñez | 06.500    |
| Everton              | Viña del Mar      | Estadio Sausalito                          | 23.423    |
| Huachipato           | Talcahuano        | Estadio Huachipato-CAP Acero               | 10.500    |
| O’Higgins            | Rancagua          | Estadio El Teniente                        | 13.849    |
| Deportes La Serena   | La Serena         | Estadio La Portada                         | 18.500    |
| Ñublense             | Chillán           | Estadio Nelson Oyarzún                     | 12.000    |
| Palestino            | Santiago de Chile | Estadio Municipal de La Cisterna           | 12.000    |
| Santiago Wanderers   | Valparaíso        | Estadio Elías Figueroa Brander             | 18.500    |
| Unión Española       | Santiago de Chile | Estadio Santa Laura                        | 22.000    |
| Unión La Calera      | La Calera         | Estadio Municipal Nicolás Chahuán Nazar    | 10.000    |
| Universidad Católica | Santiago de Chile | Estadio San Carlos de Apoquindo            | 14.000    |
| Universidad de Chile | Santiago de Chile | Estadio Nacional de Chile                  | 49.000    |

## Tabelle
| Pl.             | Verein                     | Sp. | S  | U  | N  | Tore    | Diff. | Punkte |
| --------------- | -------------------------- | --- | -- | -- | -- | ------- | ----- | ------ |
| 1.              | Universidad Católica (M)   | 32  | 22 | 2  | 8  | 065:340 | +31   | 68     |
| 2.              | CSD Colo-Colo              | 32  | 19 | 5  | 8  | 049:260 | +23   | 62     |
| 3.              | Audax Italiano             | 32  | 14 | 12 | 6  | 039:310 | +8    | 54     |
| 4.              | Unión La Calera            | 32  | 15 | 6  | 11 | 041:400 | +1    | 51     |
| 5.              | Unión Española             | 32  | 15 | 3  | 14 | 048:500 | −2    | 48     |
| 6.              | Deportes Antofagasta       | 32  | 12 | 11 | 9  | 034:360 | −2    | 47     |
| 7.              | Ñublense (N)               | 32  | 11 | 11 | 10 | 049:370 | +12   | 44     |
| 8.              | CD Palestino               | 32  | 11 | 8  | 13 | 048:500 | −2    | 41     |
| 9.              | CD Cobresal                | 32  | 11 | 7  | 14 | 040:390 | +1    | 40     |
| 10.             | Deportes La Serena         | 32  | 9  | 12 | 11 | 040:420 | −2    | 39     |
| 11.             | Universidad de Chile       | 32  | 10 | 9  | 13 | 034:370 | −3    | 39     |
| 12.             | Everton                    | 32  | 10 | 9  | 13 | 029:350 | −6    | 39     |
| 13.             | CD O’Higgins               | 32  | 9  | 11 | 12 | 031:410 | −10   | 38     |
| 14.             | Deportes Melipilla (1) (N) | 32  | 10 | 8  | 14 | 039:510 | −12   | 38     |
| 15.             | Curicó Unido               | 32  | 8  | 13 | 11 | 037:390 | −2    | 37     |
| 16.             | CD Huachipato              | 32  | 8  | 13 | 11 | 036:410 | −5    | 37     |
| 17.             | Santiago Wanderers         | 32  | 5  | 6  | 21 | 024:540 | −30   | 21     |
| Stand: Endstand |                            |     |    |    |    |         |       |        |

| (M) | Vorjahresmeister |
| (N) | Aufsteiger       |

## Beste Torschützen
Stand: Saisonende
| Rang | Spieler           | Klub                    | Tore |
| ---- | ----------------- | ----------------------- | ---- |
| 1    | Gonzalo Sosa      | Deportes Melipilla      | 23   |
|      | Fernando Zampedri | CD Universidad Católica | 23   |
| 3    | Joaquín Larrivey  | CF Universidad de Chile | 20   |
| 4    | Cristian Palacios | Unión Española          | 16   |
| 5    | Diego Valencia    | CD Universidad Católica | 14   |
| 6    | Bryan Carrasco    | CD Palestino            | 13   |
| 7    | Brayan Hurtado    | CD Cobresal             | 12   |
| 8    | Leandro Benegas   | Curicó Unido            | 11   |
|      | Iván Morales      | CSD Colo-Colo           | 11   |
|      | Nicolás Guerra    | Ñublense                | 11   |
|      | Lautaro Palacios  | Audax Italiano          | 11   |

## Relegationsspiele
|                      | Gesamt |                   | Hinspiel | Rückspiel |
| -------------------- | ------ | ----------------- | -------- | --------- |
| Deportes Copiapó (2) | 2:4    | CD Huachipato (1) | 2:3      | 0:1       |

Damit bleiben beide Teams in ihren jeweiligen Spielklassen.